# Rakovsko-milošovské rašeliniská
Rakovsko-milošovské rašeliniská este o arie protejată (arie specială de conservare — SAC, sit de importanță comunitară — SCI) din Slovacia întinsă pe o suprafață de 11,52 ha, integral pe uscat.

## Localizare
Centrul sitului Rakovsko-milošovské rašeliniská este situat la coordonatele 49°29′36″N 18°42′01″E / 49.493281°N 18.700352°E.

## Înființare
Situl Rakovsko-milošovské rašeliniská a fost declarat sit de importanță comunitară în septembrie 2015.

## Biodiversitate
Situată în ecoregiunea alpină, aria protejată conține 3 habitate naturale: Formațiuni ierboase bogate în specii de Nardus, dezvoltate pe substraturi silicioase în zone montane (și în zone submontane, în Europa continentală), Fânețe de joasă altitudine (Alopecurus pratensis, Sanguisorba officinalis), Mlaștini turboase de tranziție și turbării mișcătoare.
La baza desemnării sitului se află un număr nedeclarat de specii protejate.
Pe lângă speciile protejate, pe teritoriul sitului au mai fost identificate 1 specie de plante.